# Cifk
Der Cifk war ein türkisches Getreidemaß und ein anderer Name für das Volumenmaß Kilo. 
Der Cifk und der Kilo waren identische Maße. In Damaskus wurde ein Kilo mit 35,266 Liter gerechnet. So hatte das Fortin vier Kilo.